# Héctor Herrera Sobreyra
Héctor Herrera Sobreyra (Ciudad de México, México,  8 de enero de 1981) es un exfutbolista mexicano su posición era defensa. Actualmente funge el cargo de director del selectivo de la comisión del jugador de la FEMEXFUT. Además de ser parte del cuerpo técnico de la Selección de San Cristóbal y Nieves. 

## Trayectoria
Surgió en las fuerzas básicas del Club Necaxa debutó en el Verano 2000 con los Gallos de Aguascalientes de la Primera "A" donde su destacada actuación lo llevó enfilarze al primer equipo del Necaxa a petición del entonces entrenador Raúl Arias para el Clausura 2004 aunque juega muy poco se la pasó jugando en los equipos filiales con carnets para jugar a la vez en el primer equipo. Después de su paso discreto en el club deambuló en la división de ascenso en varios clubes hasta que optó por el retiro y decidió entrar en los cursos y se convirtió en directivo. En la actualidad es director de la comisión del jugador encabezada por Álvaro Ortiz y Christian Giménez.

## Estadísticas

### Clubes
La siguiente tabla detalla los encuentros disputados y los goles marcados en los clubes en los que ha militado.
| Gallos de Aguascalientes · México                       |               |               |    |   |   |   |   |    |    |   |
| 2ª                                                      | 1999-00       | 10            | 0  | - | - | - | - | 10 | 0  |   |
| 2ª                                                      | 2000-01       | 24            | 1  | - | - | - | - | 24 | 1  |   |
| 2ª                                                      | 2001-02       | 26            | 1  | - | - | - | - | 26 | 1  |   |
| Total club                                              | Total club    | 60            | 2  | - | - | - | - | 60 | 2  |   |
| Club Necaxa · México                                    |               |               |    |   |   |   |   |    |    |   |
| 1ª                                                      | 2002-03       | 0             | 0  | - | - | 4 | 0 | 4  | 0  |   |
| 1ª                                                      | 2003-04       | 0             | 0  | - | - | - | - | 0  | 0  |   |
| Total club                                              | Total club    | 0             | 0  | - | - | 4 | 0 | 4  | 0  |   |
| Alacranes de Durango · México                           |               |               |    |   |   |   |   |    |    |   |
| 2ª                                                      | 2004-05       | 19            | 0  | - | - | - | - | 19 | 0  |   |
| Total club                                              | Total club    | 19            | 0  | - | - | - | - | 19 | 0  |   |
| Total carrera                                           | Total carrera | Total carrera | 79 | 2 | - | - | 4 | 0  | 83 | 2 |
| (2) Incluye datos de la Copa Campeones CONCACAF (2003). |               |               |    |   |   |   |   |    |    |   |